# لكس
اللَكْس أو اللوكس أو الشمعة العيارية (باللاتينية: Lux) هي وحدة قياس الاستضاءة في نظام الوحدات الدولي ويرمز لها بـ "Lux" أو "lx"، وهي تكافئ لومن/متر مربع تعرف كالتالي:
lx = lm/m2.
تعني كلمة لكس ضوء باللغة اللاتينية. يختلف معدل تعرض الإنسان لكمية الضوء من عدة آلاف إلى مئات الآلاف من اللكسات يوميا حسب فصل السنة وحسب المكان الذي يعيش فيه الإنسان.